# Seznam ameriških igralcev (N)
Jim Nabors - Michael Nader - Conrad Nagel - J. Carrol Naish - Kathy Najimy - Kellye Nakahara - Nita Naldi - Jack Nance - Charles Napier - Nicole Narain - Clarence Nash - Kevin Nash - Natalie Gregory - David Naughton - James Naughton - Navi Rawat - Obi Ndefo - Diane Neal - Edwin Neal - Elise Neal - Patricia Neal - Tom Neal - Ned Vaughn - Tracey Needham - Noel Neill - Blake Neitzel - Barry Nelson - Craig T. Nelson - Ed Nelson - Frank Nelson - Harriet Hilliard Nelson - Haywood Nelson - Ozzie Nelson - Peter Nelson - Ricky Nelson - Tracy Nelson - Corin Nemec - Bebe Neuwirth - George Newbern - Bob Newhart - Laraine Newman - Paul Newman - Ryan Newman - Julie Newmar - Navia Nguyen - Steve Nguyen - Fred Niblo - Thomas Ian Nicholas - Marisol Nichols - Mike Nichols - Nichelle Nichols - Rachel Nichols - Jack Nicholson - Nick Nicholson - Crista Nicole - Christina Nigra - Terry Nihen - Alexa Nikolas - Cynthia Nixon - Monique Noel - Lorna Nogueira - Bob Nolan - Lloyd Nolan - Gena Lee Nolin - Nick Nolte - Tom Noonan - Mabel Normand - Chuck Norris - Lee Norris - Heather North - Jay North - Alan North - Wayne Northrop - Edward Norton - Kerry Norton - Jack Noseworthy - Chris Noth - Michael Nouri - Kim Novak - Don Novello - Bill Nunn - Terri Nunn - Maila Nurmi - Louis Nye - 